# Гипотеза CoRR
Гипотеза CoRR (от англ. co-location for redox regulation — колокализация с целью редокс-регуляции) — предположение в эволюционной биологии, согласно которому локализация генетической информации в цитоплазматических органеллах позволяет регулировать её экспрессию путём окислительно-восстановительных модификаций собственных генных продуктов.
Выдвинута в 1993 году в статье в Journal of Theoretical Biology под заголовком «Контроль экспрессии генов по окислительно-восстановительному потенциалу и потребность в геномерах хлоропластов и митохондрий», а основная её концепция была изложена в обзоре 1992 года. Термин «CoRR» был введён в 2003 году в статье в «Философских трудах Королевского общества» под названием «Функция геномов в биоэнергетических органеллах».

## Проблема

### Хлоропласты и митохондрии
Хлоропласты и митохондрии являются энергопреобразующими органеллами в цитоплазме эукариотических клеток. Хлоропласты, в частности, осуществляют фотосинтез у зелёных растений, в ходе которого происходит преобразование энергии солнечного излучения в энергию химических соединений. Митохондрии обеспечивают клеточное дыхание, в ходе которого происходит конвертация энергии, запасённой в углеводах, в энергию АТФ. В дополнение к этим ключевым биоэнергетическим функциям, обе органеллы содержат генетический аппарат представленный кольцевыми молекулами ДНК, а также системой ферментов, обеспечивающих транскрипцию и трансляцию.
Согласно симбиогенетической теории, как белковые энергопреобразующие системы хлоропластов и митохондрий, так и генетическая система этих органелл унаследованы ими от древних свободноживущих прокариот. Однако на настоящем этапе эволюции большинство генов белков хлоропластов и митохондрий локализованы в хромосомах ядра эукариотической клетки. Экспрессия этих генов осуществляет в цитоплазме, после чего они импортируются в органеллы, где выполняют свои функции.

### Цитоплазматическая наследственность
Гипотеза объясняет почему хлорпласты и митохондрии содержат геном (кольцевая ДНК). Что в свою очередь также объясняет феномен цитоплазматической наследовенности, подчиняющейся неменделевским закономерностям, наследование от одного родителя. Таким образом гипотеза отвечает на вопрос: почему в ходе эволюции ряд генов эндосимбионта переместился в ядро, а часть генов осталась в цитоплазме симбионта.

## Предполагаемое решение
Гипотеза утверждает, что хлоропласты и митохондрии содержат гены, экспрессия которых должна находиться под прямым, регуляторным контролем редокс-состояния их генных продуктов или переносчиков электронов находящихся во взаимодействии с этими продуктами. Такие гены образуют ядро или первичное подмножество генов органелл. Необходимость редокс контроля работы гена таким образом становится препятствием для его переноса в ядро. В результате естественный отбор задерживает гены первичного набора в органеллах, в то время как другие гены, не подлежащие редокс-контролю, могут быть перенесены в ядро.
Хлоропластные и митохондриальные геномы также содержат гены собственного аппарата экспрессии генов. В рамках гипотезы данные гены образуют вторичный набор: группа генов, продукты которых обеспечивают экспрессию генетической информации. И хотя, как правило, нет необходимости в редокс-контроле экспрессии генов генетической системы органелл, в некоторых случаях они могут подвергаться редокс-контролю, что позволяет усилить редокс сигналы, действующие на гены первичного подмножества.
Локализация генов из вторичного набора (гены, продукты которых обеспечивают экспрессию) в органеллах необходима для работы генов из первичного набора (гены, редокс-состояние продуктов которых контролирует их работу). Гипотеза предсказывает, что если исчезнут все гены первичного набора, то функций для продуктов генов вторичного набора также не останется и таким образом органелла окончательно потеряет свой геном. Но если только хотя бы один ген остаётся под редокс-контролем со стороны своего продукта, то органелла должна содержать генетический аппарат обеспечивающий экспрессию данного гена.

## Свидетельства
- Различные продукты белкового синтеза накапливаются в изолированных хлоропластах и митохондриях в присутствии разных редокс агентов.[5] В митохондриях эффект реализуется на основе редокс-сигнала поступающего от сукцинат-дегидрогеназы (III комплекс ЭТЦ-дыхания).
- Важным фактором в регуляции транскрипции генов хлоропластов, продукты которых входят в состав реакционных центров и переносчиков ЭТЦ, является редокс-состояние пула пластохинонов.[6]
- Модифицированная бактериальная сенсорная киназа сопрягает транскрипцию в хлоропластах с редокс-состоянием пула пластохинонов.[7] Данная сенсорная киназа хлоропластов унаследована от цианобактерий и кодируется в ядерном геноме растений. Хлоропластная сенсорная киназа является частью двух-компонентной регуляторной системы эукариот.[8]
- Основные гены оставшиеся от предкового эндосимбионта в митохндриальной ДНК играют центральную роль в соответствующих белковых комплексах[9], что подтверждает что их нахождение в органеллах позволяет эффективно контролировать сборку мультисубъединичных комплексов.